# Paraceratheriidae
I Paraceratheriidae sono una famiglia estinta di rinocerotoidi senza corna, ma dotati di lunghi arti e colli, comunemente noti come paraceratheri o indricotheri, vissuti dall'Eocene e fino al Miocene inferiore, circa 47–23 milioni di anni fa. 
I primi paraceratheri avevano all'incirca le dimensioni di un cane di grossa taglia, crescendo progressivamente nel tardo Eocene e nell'Oligocene, fino a diventare alcuni dei più grandi mammiferi mai esistiti. Questi animali erano più comuni nelle pianure alluvionali aride e nelle foreste pluviali in quelli che oggi sono il Kazakistan, l'India e la Cina sud-occidentale, e nell'entroterra di tutta l'Asia settentrionale e centrale.

## Evoluzione
I paraceratheri raggiunsero l'apice della loro evoluzione dal medio Oligocene al Miocene inferiore, dove alcune specie divennero tra i mammiferi più grandi mai apparsi sulla terra. La maggior parte dei generi avevano all'incirca le dimensioni di un odierno cavallo da traino e dell'estinto cavallo gigante (Equus giganteus), mentre alcuni raggiunsero dimensioni eccezionali. Il genere più grande era Paraceratherium, che pesava più del doppio di un elefante africano maschio e fu uno dei più grandi mammiferi terrestri mai vissuti. I rappresentanti di queste specie rimasero confinati in Asia, che all'epoca era composta per lo più da lussureggianti pianure alluvionali. Non sono mai stati ritrovati resti fossili di paraceratheri in Europa o in Nord America, sebbene quest'ultimi abbiano avuto milioni di anni di opportunità per raggiungere queste regioni. Lo scontro con il subcontinente indiano e il sollevamento dell'Himalaya portarono ad un raffreddamento globale, alla desertificazione e alla scomparsa degli habitat forestali, probabile causa dell'estinzione di questi giganti.
Sebbene considerati da alcuni autori una sottofamiglia della famiglia Hyracodontidae, studi più recenti trattano i paraceratheri come una famiglia distinta, Paraceratheriidae (Wang et al. 2016 recuperano gli hyracodonti come più basali dei paraceratheri). Studi più recenti hanno dimostrato che gli Hyracodontidae formano un gruppo naturale e che i Paraceratheriidae sono più vicini ai Rhinocerotidae, a differenza di quanto affermato dagli studi precedenti.